# Jiří Menzel
Jiří Menzel (Praga, 23 de fevereiro de 1938 – 5 de setembro de 2020) foi um cineasta, ator e roteirista checo.